# Questions de communication
 (juin 2022).
Questions de communication est une revue scientifique semestrielle, avec comité de lecture, publiée avec le soutien du Centre de recherche sur les médiations (Université de Lorraine). Elle est animée par des chercheurs en sciences de l’information et de la communication, mais elle est ouverte à de nombreuses autres disciplines (anthropologie, économie, géographie, histoire, littérature, philosophie, psychologie, sciences de l’art, sciences du langage, science politique, sociologie…).
La revue est composée :
- d'un « Dossier », qui approfondit ou renouvelle des approches sur un thème ;
- d'« Échanges » qui suscitent des débats sur des concepts ou des méthodes de recherche[2] (un chercheur ouvre la discussion et dans la livraison suivante des collègues lui répondent, et lui répond à tous) ;
- de « Notes de recherche » qui proposent des avancées théoriques et/ou méthodologiques ;
- de « Notes de lecture » ;
- d'une rubrique intitulée « En VO » qui accueille des articles scientifiques dans leur langue originale[3];
- et depuis sa 33e livraison de « Focus » qui proposent une lecture approfondie d’une œuvre récente et d’une œuvre plus ancienne.

Comme la collection « Questions de communication série Actes » qui publie des actes de colloque, la revue est éditée par les Éditions de l'Université de Lorraine. Toutes les livraisons sont en accès libre sur le portail OpenEdition Journalset sur Cairn.info.
Questions de communication est reconnue par le Haut Conseil de l'évaluation de la recherche et de l'enseignement supérieur et le Conseil national des universités (71e section). En 2022, elle est lauréate du Fonds national pour la science ouverte (FNSO). Elle est référencée par Biblio SHS, Bielfield Academic Search Engine, Directory of Research Journal Indexing, Elektronische Zeitschriftenbibliothek, Francis (Inist), Google Scholar, HCERES, Héloïse (CNRS), International Bibliography of Social Sciences, Isidore, Journal Base, NewJour (Georgetown University Library), Sherpa-Roméo, Sudoc, WorldCat (OCLC).

## Liste des «Dossiers»
|   | livraison | année | titre du dossier                                                |
| - | 44        | 2023  | La diplomatie publique à l’heure des réseaux                    |
| - | 43        | 2023  | Soutien social et pair-aidance numériques                       |
| - | 42        | 2022  | Explorations, nouvelles frontières ?                            |
| - | 41        | 2022  | 20 ans, 10 questions, 20 réponses                               |
| - | 40        | 2021  | Plateformiser, un impératif ?                                   |
| - | 39        | 2021  | La mise en (in)visibilité des groupes professionnels            |
| - | 38        | 2020  | La communication politique négative en campagne présidentielle  |
| - | 37        | 2020  | La religion sous le regard du tiers                             |
| - | 36        | 2019  | Des données urbaines                                            |
| - | 35        | 2019  | Identité éditoriale, identités sportives                        |
| - | 34        | 2018  | Territoires numériques de marque                                |
| - | 33        | 2018  | Le genre des controverses                                       |
| - | 32        | 2017  | Environnement, savoirs, société                                 |
| - | 31        | 2017  | Humanités numériques, corpus et sens                            |
| - | 30        | 2016  | Arènes du débat public                                          |
| - | 29        | 2016  | L'antibiorésistance, un problème en quête de publics            |
| - | 28        | 2015  | Plasticité des dispositifs numériques                           |
| - | 27        | 2015  | L'alimentation, une affaire publique ?                          |
| - | 26        | 2014  | La pornographie et ses discours                                 |
| - | 25        | 2014  | La ville, une œuvre ouverte ?                                   |
| - | 24        | 2013  | Renouvellement des mises en scène télévisuelles de la politique |
| - | 23        | 2013  | Figures du sacré                                                |
| - | 22        | 2012  | Patrimonialiser les musiques populaires et actuelles            |
| - | 21        | 2012  | 10 ans déjà, 10 questions de communication                      |
| - | 20        | 2011  | Évoquer la mort                                                 |
| - | 19        | 2011  | Annoncer la mort                                                |
| - | 18        | 2010  | Les non-usagers des TIC                                         |
| - | 17        | 2010  | Les cultures des sciences en Europe                             |
| - | 16        | 2009  | Journalistes et sociologues                                     |
| - | 15        | 2009  | Pathologies sociales de la communication                        |
| - | 14        | 2008  | Moteurs de recherche. Usages et enjeux                          |
| - | 13        | 2008  | La responsabilité collective dans la presse                     |
| - | 12        | 2007  | Crises rhétoriques, crises démocratiques                        |
| - | 11        | 2007  | Malades et maladies dans l'espace public                        |
| - | 10        | 2006  | Humour et médias. Définition, genres et cultures                |
| - | 9         | 2006  | Rôles et identités dans les interactions conflictuelles         |
| - | 8         | 2005  | Mondes arabophones et médias                                    |
| - | 7         | 2005  | Espaces politiques au féminin                                   |
| - | 6         | 2004  | Intellectuels, médias et médiations. Autour de la Baltique      |
| - | 5         | 2004  | Psychologie sociale, traitements et effets des médias           |
| - | 4         | 2003  | Interculturalités                                               |
| - | 3         | 2003  | Frontières disciplinaires                                       |
| - | 2         | 2002  | L’expertise en situation                                        |
| - | 1         | 2002  | Les médias et les guerres en ex-Yougoslavie                     |

## Autres revues animées par le Centre de recherche sur les médiations
- Pratiques (revue)
- Publictionnaire. Dictionnaire encyclopédique et critique des Publics (dictionnaire)